# Josef Panáček
Josef Panáček (8. září 1937, Staré Město – 5. dubna 2022) byl český sportovní střelec a reprezentant Československa, který získal zlatou medaili ve skeetu na olympiádě v Montrealu v roce 1976, kde zvítězil v rozstřelu s Holanďanem Erikem Swinkelsem, poté co před tím oba nastříleli 198 bodů. V roce 1980 vyhrál také mistrovství Evropy ve sportovní střelbě ve španělské Zaragoze. Kariéru ukončil před olympiádou v roce 1984 a poté trénoval mládež. Jako trenér se zúčastnil OH 1992 v Barceloně.

## Sportovní úspěchy
- 1973: ME, družstva, 3. místo
- 1975: ME, družstva, 3. místo
- 1976: OH, skeet, 1. místo
- 1977: ME, skeet, 2. místo
- 1977: ME, družstva, 2. místo
- 1978: ME, družstva, 3. místo
- 1979: ME, družstva, 3. místo
- 1980: ME, skeet, 1. místo
- 1981: ME, družstva, 3. místo